# Nassaugebergte
Het Nassaugebergte is een plateauvormig, maximaal 570 m hoog gebergte met vrij steile wanden in Suriname aan de linkeroever van de Marowijne. Het gebergte is gelegen in het district Sipaliwini.
Het bovenvlak maakt deel uit van een oude schiervlakte. Dit bestaat uit een laterietkap en is rijk aan plateaubauxiet. Het is onderdeel van de Brokolonko-formatie.

## Fauna
Het Nassaugebergte is bekend om zijn uitzonderlijke dierenwereld. Er komt bijvoorbeeld een endemische ondersoort de oranjegestreepte gifkikker voor die nergens anders gevonden is. Ook de Surinaamse dwerggifkikker wordt er gevonden. Het gebergte is rijk aan amfibieën. Er zijn 42 soorten waarvan er 9 in Suriname alleen hier gevonden worden. Het gebied is ook rijk aan vissen. Er zijn zelfs een aantal endemische vissoorten, zoals Guyanancistrus nassauensis (uit de familie van de harnasmeervallen). Het gebied is nochtans in 2020 niet beschermd.

## Beeld

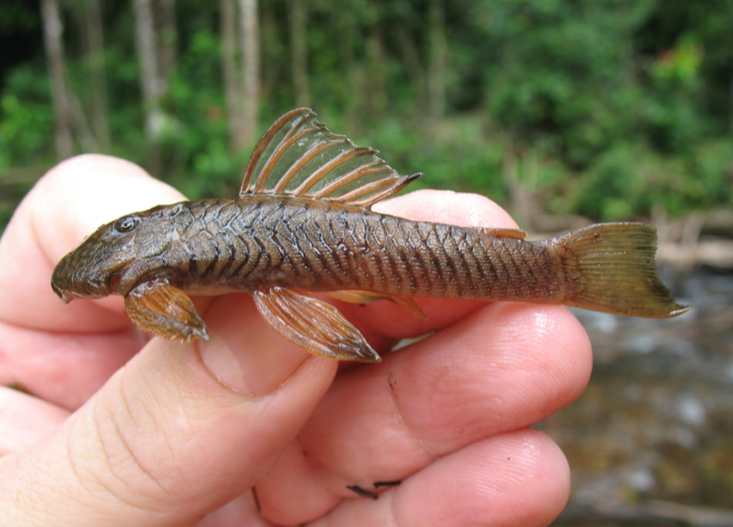
Guyanancistrus nassauensis een voor Nassau endemische vissoort.